# Guerra georgiano-armena
La guerra georgiano-armena è stata una disputa territoriale tra la Repubblica Democratica di Georgia e la Prima Repubblica di Armenia riguardante prevalentemente la provincia di Lori e Akhalkalaki, abitate prevalentemente da armeni.
I risvolti furono che dopo l'armistizio di Mudros l'esercito ottomano e il piccolo corpo di occupazione tedesco abbandonarono le aree in questione, lasciando il vuoto che ciascuno dei due Stati cercò di occupare, venendo a scontrarsi. Nessuno dei due prevalse, ma subito intervennero i britannici installati nell'Agiaria, i quali non desideravano il caos nella regione mentre si impegnavano nella guerra civile russa contro i bolscevichi.
Il 31 dicembre le ostilità cessarono, e nei giorni seguenti firmarono un accordo di pace che stabilì l'amministrazione in comune di alcune aree di confine, situazione che durò fino alla conquista dei due Stati da parte dei bolscevichi, nel 1920.